# Huracà Floyd
Huracà Floyd va ser la sisena tempesta anomenada, el quart huracà i el tercer gran huracà de la temporada d'huracans de l'Atlàntic de 1999. Floyd va provocar la tercera evacuació més nombrosa en la història dels Estats Units per darrere de l'huracà Gustav i l'huracà Rita, respectivament; 2,6 milions de persones de zones pròximes a la costa de cinc estats estatunidencs se'ls va ordenar que abandonessin les seves llars quan Floyd s'aproximà. L'huracà de tipus Cap Verd es formà prop de la costa d'Àfrica, es perllongà del 7 al 19 de setembre i esdevingué un huracà molt potent de Categoria 4 just per sota de la ràtio mínima per ascendir a la màxima categoria en l'escala d'huracans de Saffir-Simpson. Va ser un dels huracans de l'Atlàntic amb més força mai registrats.